# Temporada da NHL de 1970–71
A temporada da NHL de 1970–71 foi a 54.ª  temporada da National Hockey League (NHL). Catorze times jogaram 78 jogos (seis contra cada adversário). Dois novos times, Buffalo Sabres e Vancouver Canucks, fizeram sua estreia e foram ambos colocados na Divisão Leste. O Chicago Black Hawks foi transferido para a Divisão Oeste. No início da temporada, o Oakland Seals foi renomeado California Golden Seals. O Montreal Canadiens venceu a Stanley Cup ao bater os Black Hawks em sete jogos nas finais. Desta temporada até a temporada 2002-03, as equipes utilizaram jerseys brancos em casa e escuros fora de casa.
Um novo prêmio para o melhor jogador votado pelos membros da NHL Players Association, o Prêmio Lester B. Pearson, foi introduzido nesta temporada e o primeiro vencedor foi Phil Esposito.

## Temporada Regular
Em 1970-71 a NHL teve um calendário equilibrado, com cada equipe enfrentado outra 6 vezes, três em casa e três fora, sem contar com o alinhamento por divisões. Porém, a classificação aos playoffs foi determinada inteiramente pela classificação divisional com os quatro melhores times de cada divisão se qualificando.
Esta temporada viu um grande aumento no número de gols, especialmente pelo Boston Bruins, que destruiu vários recordes de gols para marcar o recorde de mais gols por um time (399), com quase cem de diferença para o recorde anterior. Ele também estabeleceu recordes para mais vitórias (57) e pontos (121). Phil Esposito estabeleceu recordes de mais gols em uma temporada, com 76, e de mais pontos, com 152. O defensor Bobby Orr venceu o seu segundo consecutivo Troféu Memorial Hart e estabeleceu um novo recorde de assistências, com 102. Os Bruins também tiveram os quatro artilheiros da liga, a primeira vez na história da liga em que isso aconteceu (a única outra vez também foi pelos Bruins em 1974), e sete dos dez maiores artilheiros, a única vez na história da liga em que isso foi possível. Além disso, os Bruins estabeleceram marcas de maiores artilheiros em cada posição: centro (Esposito), asa esquerda (John Bucyk com 116), asa direita (Ken Hodge com 105) e defensor (Orr), além da linha ofensiva (Esposito no centro de Wayne Cashman e Hodge).
Boston venceu a Divisão Leste de ponta a ponta. Na Divisão Oeste, o poderoso Chicago Black Hawks foi movido para parcialmente acomodar as expansões Buffalo Sabres e Vancouver Canucks (ambos colocados na Divisão Leste) porém mais para garantir um equilíbrio entre ambas as divisões. Chicago quebrou o domínio do St. Louis na divisão, vencendo facilmente os Blues e avançando às finais da Stanley Cup.
O Montreal Canadiens, não atingiu os playoffs em 1969–70, parecia estar naufragando novamente. Os jogadores não gostavam da regra ditatorial de  Claude Ruel como treinador, e Ralph Backstrom e John Ferguson se aposentaram. Ruel pediu demissão e Al MacNeil assumiu. Tanto Ferguson como Backstrom voltaram, mas Backstrom foi posteriormente trocado com Los Angeles por escolhas no draft.
O Vancouver Canucks jogou bem no início e estava próximo à marca de 0.500 no meio da temporada. Então, Orland Kurtenbach sofreu uma lesão e o time caiu de rendimento.
Em 29 de outubro, Gordie Howe tornou-se o primeiro jogador a atingir a marca de 1000 assistências na vitória por 5–3 sobre Boston no Detroit Olympia.
Detroit introduziu um bom goleiro estreante, Jim Rutherford, que teve momentos brilhantes apesar do término dos Red Wings na última posição. Todavia, eles sofreram sua pior derrota na história da franquia em 2 de janeiro, quando foram esmagados pelo Toronto por 13-0.
Em 12 de março, o jogador de Boston Phil Esposito quebrou a marca de Bobby Hull de gols por um jogador em uma temporada aos
7:03 do primeiro período em Denis DeJordy, de Los Angeles, no Forum em Inglewood, Califórnia. Então, aos 15:40 ele se tornou o primeiro jogador a marcar 60 gols. Os Bruins venceram por 7–2.
Buffalo tinha uma estrela, Gilbert Perreault, que em 18 de março quebrou o recorde de estreantes de Nels Stewart,
Danny Grant e Norm Ferguson com seus 35º gol na vitória por 5–3 sobre St. Louis. Ele terminaria a temporada com 38.
Billy Taylor e Don Gallinger, agora na meia-idada, foram finalmente perdoados por sua briga em 1948 e tiveram permissão para voltar à NHL. Todavia, eles não retornaram à liga.

### Classificação Final
Nota: PJ = Partidas Jogadas, V = Vitórias, D = Derrotas, E = Empates, Pts = Pontos, GP = Gols Pró, GC = Gols Contra,PEM=Penalizações em Minutos

Times que se classificaram aos play-offs estão destacados em negrito
| Divisão Leste       | J  | V  | D  | E  | Pts | GP  | GC  | PEM  |
| ------------------- | -- | -- | -- | -- | --- | --- | --- | ---- |
| Boston Bruins       | 78 | 57 | 14 | 7  | 121 | 399 | 207 | 1154 |
| New York Rangers    | 78 | 49 | 18 | 11 | 109 | 259 | 177 | 952  |
| Montreal Canadiens  | 78 | 42 | 23 | 13 | 97  | 291 | 216 | 1271 |
| Toronto Maple Leafs | 78 | 37 | 33 | 8  | 82  | 248 | 211 | 1133 |
| Buffalo Sabres      | 78 | 24 | 39 | 15 | 63  | 217 | 291 | 1188 |
| Vancouver Canucks   | 78 | 24 | 46 | 8  | 56  | 229 | 296 | 1371 |
| Detroit Red Wings   | 78 | 22 | 45 | 11 | 55  | 209 | 308 | 988  |

| Divisão Oeste           | J  | V  | D  | E  | Pts | GP  | GC  | PEM  |
| ----------------------- | -- | -- | -- | -- | --- | --- | --- | ---- |
| Chicago Black Hawks     | 78 | 49 | 20 | 9  | 107 | 277 | 184 | 1280 |
| St. Louis Blues         | 78 | 34 | 25 | 19 | 87  | 223 | 208 | 1092 |
| Philadelphia Flyers     | 78 | 28 | 33 | 17 | 73  | 207 | 225 | 1060 |
| Minnesota North Stars   | 78 | 28 | 34 | 16 | 72  | 191 | 223 | 898  |
| Los Angeles Kings       | 78 | 25 | 40 | 13 | 63  | 239 | 303 | 775  |
| Pittsburgh Penguins     | 78 | 21 | 37 | 20 | 62  | 221 | 240 | 1079 |
| California Golden Seals | 78 | 20 | 53 | 5  | 45  | 199 | 320 | 937  |

### Artilheiros
PJ = Partidas Jogadas, G = Gols, A = Assistências, Pts = Pontos, PEM = Penalizações em Minutos
| Jogador        | Time                | PJ | G  | A   | Pts | PEM |
| -------------- | ------------------- | -- | -- | --- | --- | --- |
| Phil Esposito  | Boston Bruins       | 78 | 76 | 76  | 152 | 71  |
| Bobby Orr      | Boston Bruins       | 78 | 37 | 102 | 139 | 91  |
| John Bucyk     | Boston Bruins       | 78 | 51 | 65  | 116 | 8   |
| Ken Hodge      | Boston Bruins       | 78 | 43 | 62  | 105 | 113 |
| Bobby Hull     | Chicago Black Hawks | 78 | 44 | 52  | 96  | 32  |
| Norm Ullman    | Toronto Maple Leafs | 73 | 34 | 51  | 85  | 24  |
| Wayne Cashman  | Boston Bruins       | 77 | 21 | 58  | 79  | 100 |
| John McKenzie  | Boston Bruins       | 65 | 31 | 46  | 77  | 120 |
| Dave Keon      | Toronto Maple Leafs | 76 | 38 | 38  | 76  | 4   |
| Jean Beliveau  | Montreal Canadiens  | 70 | 25 | 51  | 76  | 40  |
| Fred Stanfield | Boston Bruins       | 75 | 24 | 52  | 76  | 12  |

### Goleiros Líderes
PJ = Partidas Jogadas, MJ=Minutos Jogados, GC = Gols Contra, TG = Tiros ao Gol, MGC = Média de gols contra, V = Vitórias, D = Derrotas, E = Empates, SO = Shutouts
| Player           | Team                  | PJ | MJ   | GC  | MGC  | V  | D  | E | SO |
| ---------------- | --------------------- | -- | ---- | --- | ---- | -- | -- | - | -- |
| Jacques Plante   | Toronto Maple Leafs   | 40 | 2329 | 73  | 1.88 | 24 | 11 | 4 | 4  |
| Ed Giacomin      | New York Rangers      | 45 | 2641 | 95  | 2.16 | 27 | 10 | 7 | 8  |
| Tony Esposito    | Chicago Black Hawks   | 57 | 3325 | 126 | 2.27 | 35 | 14 | 6 | 6  |
| Gilles Villemure | New York Rangers      | 34 | 2039 | 78  | 2.30 | 22 | 8  | 4 | 4  |
| Glenn Hall       | St. Louis Blues       | 32 | 1761 | 71  | 2.42 | 13 | 11 | 8 | 2  |
| Lorne Worsley    | Minnesota North Stars | 24 | 1369 | 57  | 2.50 | 4  | 10 | 8 | 0  |
| Ed Johnston      | Boston Bruins         | 38 | 2280 | 96  | 2.53 | 30 | 6  | 2 | 4  |
| Rogatien Vachon  | Montreal Canadiens    | 47 | 2676 | 118 | 2.64 | 23 | 12 | 9 | 2  |
| Doug Favell      | Philadelphia Flyers   | 44 | 2434 | 108 | 2.66 | 16 | 15 | 9 | 2  |
| Cesare Maniago   | Minnesota North Stars | 40 | 2380 | 107 | 2.70 | 19 | 15 | 6 | 5  |

## Playoffs

### Mudança de Formato
Devido a três anos consecutivos de finais não-competitivas (nas quais o vencedor do Oeste St. Louis Blues foi derrotado nos 3 anos por um clube estabelecido da Divisão Leste), a NHL mudou os confrontos das semifinais, com o vencedor da série entre o 1º e o 3º da Divisão Leste enfrentando o vencedor entre o 2º e o 4º da Divisão Oeste. Similarmente, a outra série semifinal colocou o vencedor entre o 1º e o 3º da Divisão Oeste contra o vencedor do 2º e 4º times da Divisão Leste. Com a transferência do Chicago Black Hawks para a Divisão Oeste (a qual antes só continha times da expansão), a série da Final da Stanley Cup Final deveria se tornar mais competitiva. O realinhamento e a mudança no formato dos playoffs trouxe os resultados desejados, com a Final da Stanley Cup dos três anos seguintes sendo disputada por dois times do Leste ou por um times do Leste contra Chicago. Nenhuma das finais foi decidida facilmente. Até o realinhamento em 1974-75, quando os Seis Originais e os times da expansão foram mais misturados, o Philadelphia Flyers foram a única equipe da Expansão de 1967 a chegar a uma final da Stanley Cup (eles venceram).
Uma grande controvérsia surgiu antes dos playoffs, na qual o Minnesota North Stars - com uma grande vantagem na briga pela terceira posição do Oeste sobre o Philadelphia Flyers - perdeu vários jogos seguidos para terminar em 4º lugar por um único ponte. Foi espalhado que eles fizeram isso para evitar a disputa contra o muito superior Chicago Black Hawks, já que durante os playoffs, nessa época, o primeiro colocado enfrentava o terceiro, e o segundo, o quarto. Nada foi provado contra os North Stars (que derrotaram seu primeiro adversário nos playoffs, St. Louis, por quatro a dois, enquanto os Flyers foram surrados pelo poderoso Black Hawks), mas o formato foi modificado no ano seguinte para o formato 1-4/2-3 que prevaleceu desde então.
O Montreal Canadiens foi desafiado contra o Boston Bruins, e em uma das zebras mais espetaculares na história do hóquei, Ken Dryden esteve muito bem no gol para os Canadiens enquanto eles derrotaram os Bruins em sete jogos. O Jogo 2 teve o que muitos definem como a maior virada da história da NHL. Com os Bruins liderando por 5-2 no início do terceiro período, os Canadiens, que chegaram a perder por 5–1, marcaram cinco gols no último período para virar por 7–5. O proeminente jornalista de esportes canadense Red Fisher lista a virada dos Canadiens como o 8º momento memorável em seus mais de 49 anos de cobertura do esporte. No Jogo 4, Bobby Orr tornou-se o primeiro defensor a conseguir um hat trick em um jogo de playoff, quando o Boston venceu por 5–2. A zebra dos Canadiens foi tão sensacional que os Canadiens quase sofreram uma queda fatal contra o Minnesota North Stars. A derrota dos Canadiens por 6–3 em Montreal em 22 de abril para o Minnesota, liderados pelo goleiro Cesare Maniago, foi a primeira derrota em playoffs de um time dos Seis Originais nas mãos de uma franquia da Expansão de 1967 da NHL. Todavia, Montreal se recuperou para vencer a série em seis jogos e avançar à final. John Ferguson de Montreal criticou abertamente o treinador Al MacNeil.
New York bateu Toronto, mas Bobby Hull e o Chicago Black Hawks eram muito para os Rangers e os Black Hawks avançaram à final em sete jogos. Hull venceu dois jogos com gols frente a frente com o goleiro face-offs, apesar da cobertura de Glen Sather para tentar impedi-lo.

### Tabela dos Playoffs
|  | Quartas-de-final | Quartas-de-final      | Quartas-de-final |                       |    | Semifinais          | Semifinais | Semifinais |  |  | Final da Stanley Cup | Final da Stanley Cup | Final da Stanley Cup |  |
|  |                  |                       |                  |                       |    |                     |            |            |  |  |                      |                      |                      |  |
|  | L1               | Boston Bruins         | 3                |                       |    |                     |            |            |  |  |                      |                      |                      |  |
|  | L1               | Boston Bruins         | 3                |                       |    |                     |            |            |  |  |                      |                      |                      |  |
|  | L3               | Montreal Canadiens    | 4                |                       |    |                     |            |            |  |  |                      |                      |                      |  |
|  | L3               | Montreal Canadiens    | 4                |                       | L3 | Montreal Canadiens  | 4          |            |  |  |                      |                      |                      |  |
|  |                  |                       |                  |                       | L3 | Montreal Canadiens  | 4          |            |  |  |                      |                      |                      |  |
|  |                  |                       | O4               | Minnesota North Stars | 2  |                     |            |            |  |  |                      |                      |                      |  |
|  | O2               | St. Louis Blues       | O4               | Minnesota North Stars | 2  | 2                   |            |            |  |  |                      |                      |                      |  |
|  | O2               | St. Louis Blues       |                  |                       |    |                     |            |            |  |  |                      |                      |                      |  |
|  | O4               | Minnesota North Stars | 4                |                       |    |                     |            |            |  |  |                      |                      |                      |  |
|  | O4               | Minnesota North Stars | 4                |                       | L3 | Montreal Canadiens  | 4          |            |  |  |                      |                      |                      |  |
|  |                  |                       |                  |                       |    |                     |            |            |  |  |                      |                      |                      |  |
|  |                  |                       | O1               | Chicago Black Hawks   | 3  |                     |            |            |  |  |                      |                      |                      |  |
|  | O1               | Chicago Black Hawks   | O1               | Chicago Black Hawks   | 3  | 4                   |            |            |  |  |                      |                      |                      |  |
|  | O1               | Chicago Black Hawks   |                  |                       |    |                     |            |            |  |  |                      |                      |                      |  |
|  | O3               | Philadelphia Flyers   | 0                |                       |    |                     |            |            |  |  |                      |                      |                      |  |
|  | O3               | Philadelphia Flyers   | 0                |                       | O1 | Chicago Black Hawks | 4          |            |  |  |                      |                      |                      |  |
|  |                  |                       |                  |                       | O1 | Chicago Black Hawks | 4          |            |  |  |                      |                      |                      |  |
|  |                  |                       | L2               | New York Rangers      | 3  |                     |            |            |  |  |                      |                      |                      |  |
|  | L2               | New York Rangers      | L2               | New York Rangers      | 3  | 4                   |            |            |  |  |                      |                      |                      |  |
|  | L2               | New York Rangers      |                  |                       |    |                     |            |            |  |  |                      |                      |                      |  |
|  | L4               | Toronto Maple Leafs   | 2                |                       |    |                     |            |            |  |  |                      |                      |                      |  |

### Finais
As finais da Stanley Cup de 1971 foram disputadas pelo Montreal Canadiens e pelo Chicago Black Hawks. A sério chegou ao sétimo jogo, com os Canadiens vencendo em Chicago apesar de estar perdendo por 2–0 na metade do segundo período do Jogo 7. Jacques Lemaire deu um chute do meio da quadra que miraculosamente escapou do goleiro Tony Esposito, cortando a liderança dos Black Hawks para 2–1. Henri Richard empatou o jogo um pouco antes do fim do segundo período, e marcou novamente com 2:34 do terceiro período, dando a liderança aos Habs. O goleiro de Montreal Ken Dryden deixou Chicago longe do gol pelo resto da partida, e os Habs ganharam sua terceira Stanley Cup em quatro anos. Foi o último jogo para o astro e capitão dos Canadiens Jean Beliveau, que se aposentou após a temporada. Os Canadiens foram o último time a encer um jogo 7 da final da Stanley Cup fora de casa até o Pittsburgh Penguins em 2009. O único outro time a fazê-lo foi o Toronto Maple Leafs em 1945. Foi o últime jogo de Al MacNeil como treinador de Montreal — após ele colocar Richard no banco para o Jogo 5, O Pocket Rocket declarou que "[MacNeil] é o pior treinador para o qual ele trabalhou!" Embora Richard tenha retratado seu "comentário raivoso", como ele definiu, MacNeil ainda assim se demitiu.

## Prêmios da NHL
| Prêmios de 1970-71 da NHL | Prêmios de 1970-71 da NHL |
| ------------------------- | ------------------------- |

| Troféu Príncipe de Gales:       | Montreal Canadiens                                       |
| Taça Clarence S. Campbell:      | Chicago Black Hawks                                      |
| Troféu Art Ross:                | Phil Esposito, Boston Bruins                             |
| Troféu Memorial Bill Masterton: | Jean Ratelle, New York Rangers                           |
| Troféu Memorial Calder:         | Gilbert Perreault, Buffalo Sabres                        |
| Troféu Conn Smythe:             | Ken Dryden, Montreal Canadiens                           |
| Troféu Memorial Hart:           | Bobby Orr, Boston Bruins                                 |
| Troféu Memorial James Norris:   | Bobby Orr, Boston Bruins                                 |
| Troféu Memorial Lady Byng:      | Johnny Bucyk, Boston Bruins                              |
| Prêmio Lester B. Pearson:       | Phil Esposito, Boston Bruins                             |
| Prêmio Mais/Menos da NHL:       | Bobby Orr, Boston Bruins                                 |
| Troféu Vezina:                  | Eddie Giacomin & Gilles Villemure, New York Rangers      |
| Troféu Lester Patrick:          | William M. Jennings, John B. Sollenberger, Terry Sawchuk |

### Times das Estrelas
| Primeiro Time                     | Position | Segundo Time                        |
| --------------------------------- | -------- | ----------------------------------- |
| Ed Giacomin, New York Rangers     | G        | Jacques Plante, Toronto Maple Leafs |
| Bobby Orr, Boston Bruins          | D        | Brad Park, New York Rangers         |
| J.C. Tremblay, Montreal Canadiens | D        | Pat Stapleton, Chicago Black Hawks  |
| Phil Esposito, Boston Bruins      | C        | Dave Keon, Toronto Maple Leafs      |
| Ken Hodge, Boston Bruins          | RW       | Yvan Cournoyer, Montreal Canadiens  |
| Johnny Bucyk, Boston Bruins       | LW       | Bobby Hull, Chicago Black Hawks     |

## Estreias
O seguinte é uma lista de jogadores importantes que jogaram seu primeiro jogo na NHL em 1970-71 (listados com seu primeiro time, asterisco(*) marca estreia nos play-offs):
- Reggie Leach, Boston Bruins
- Ivan Boldirev, Boston Bruins
- Gilbert Perreault, Buffalo Sabres
- Jerry Korab, Chicago Black Hawks
- Gilles Meloche, Chicago Black Hawks
- Ken Dryden, Montreal Canadiens
- Rick MacLeish, Philadelphia Flyers
- Curt Bennett, St. Louis Blues
- Rene Robert, Toronto Maple Leafs
- Darryl Sittler, Toronto Maple Leafs
- Dale Tallon, Vancouver Canucks

## Últimos Jogos
O seguinte é uma lista de jogadores importantes que jogaram seu último jogo na NHL em 1970-71 (listados com seu último time):
- Jean-Guy Talbot, Buffalo Sabres
- Jean Beliveau, Montreal Canadiens
- John Ferguson, Montreal Canadiens
- Andy Bathgate, Pittsburgh Penguins
- Glenn Hall, St. Louis Blues
- Johnny Bower, Toronto Maple Leafs
- George Armstrong, Toronto Maple Leafs
- Charlie Hodge, Vancouver Canucks
- Marc Reaume, Vancouver Canucks

NOTA:  Bathgate terminaria sua carreira profissional na World Hockey Association.